# Christof Sielecki
Christof Sielecki   (Dinslaken, 24 de maig de 1974) és un jugador d'escacs alemany que té el títol de Mestre Internacional des de 2012. A més a més, és escriptor de llibres d'escacs. És també un popular youtuber i ensenya a jugar escacs per internet.
Participa regularment a "Banter Blitz" al canal de YouTube de Chess24 amb el nom d'usuari Chessexplained. La qualificació Elo de Christof Sielecki és de 2431 (a juny de 2021) i la seva màxima classificació Elo de 2451 es va assolir el desembre de 2014 i de nou al març de 2015.

## Obres
- Christof Sielecki: Nimzo and Bogo Indian - Opening Repertoire, Everyman Chess, Londres, 2015, ISBN 978-1781941096
- Christof Sielecki: Keep it Simple 1.e4, New in Chess, Alkmaar, 2018, ISBN 978-90-5691-805-7